# Céva (botanika)

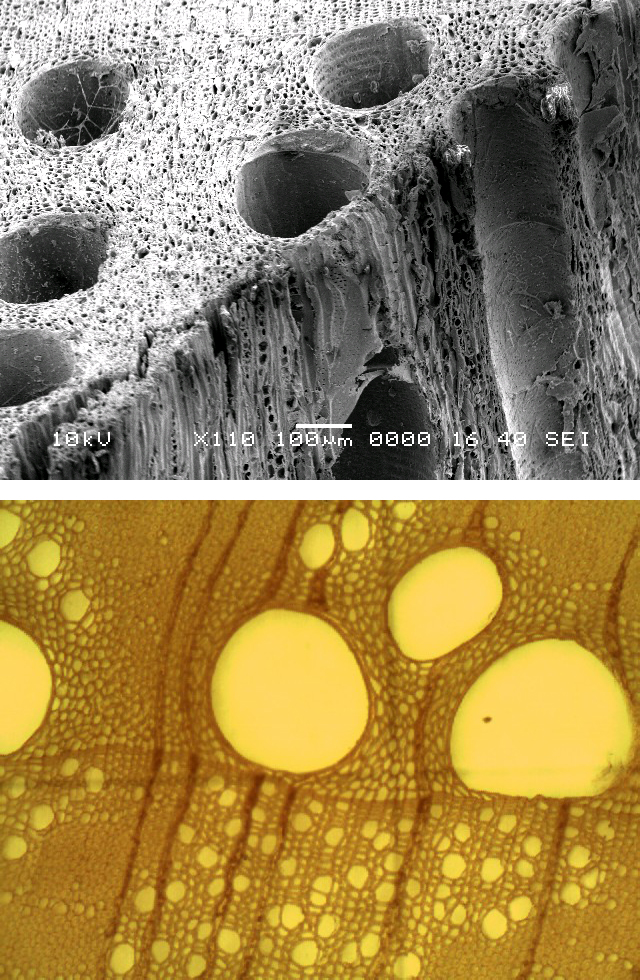
Cévy v dřevě dubu

Cévy (též tracheje nebo vlastní cévy pro odlišení od cévic) jsou v botanice vedle cévic základními vodivými elementy v dřevní části cévních svazků. Jsou poměrně široké rourky a vznikají z řady protáhlých buněk, jejichž příčné přepážky se rozpustí. Cévy jsou tvořeny buňkami již mrtvými, tedy bez protoplastu.
Stává se, že některá příčná přepážka se nerozloží a zůstane celistvá. Tím je také omezena maximální možná velikost cév. Největší délky dosahují cévy např. u lián.
Cévy vedou transpirační proud z kořene nahoru, tedy vodu a v ní přítomné látky.